# Vincenzo Gamna
Vincenzo Gamna (* 10. April 1925 in Casalgrasso; † 31. Januar 2016 in Carignano, Piemont) war ein italienischer Schnittassistent, Dokumentarfilmer und Filmregisseur.

## Leben
Gamna arbeitete seit 1952 als Schnittassistent beim Film und gelegentlich als Regieassistent. 1958 drehte er nach eigener Vorlage den Kinderfilm Un flauto in paradiso, der nur in geringer Stückzahl verliehen wurde. 1962 war er Ko-Regisseur Enzo Battaglias und drehte 1971 für das italienische Fernsehen einen Film der Reihe Vivere insieme, La guarigione.
Seit Beginn der 1960er Jahre war Gamna auch als Dokumentarfilmer tätig; später für das Fernsehen, wo Werke wie Douce France oder Sweet England gezeigt wurden. Seit 1977 managt er die Theatergruppe Cantoregi, die erfolgreich Stücke wie Nebbie (1995) oder Voci erranti aufführt. Später folgte Elogio della mitezza (2010).
Gamnas Kurzfilm Giovedi: passeggiata wurde 1961 in Cannes für eine Goldene Palme nominiert.

## Filmografie (Auswahl)
- 1958: Un flauto in paradiso
- 1962: La vita provvisoria
- 1971: La guarigione (Fernsehfilm)